# Deborah Nadoolman
 (mai 2024).
Deborah Nadoolman, née le 26 mai 1952 aux États-Unis (lieu inconnu), est une costumière américaine (parfois créditée Deborah Nadoolman Landis).

## Biographie

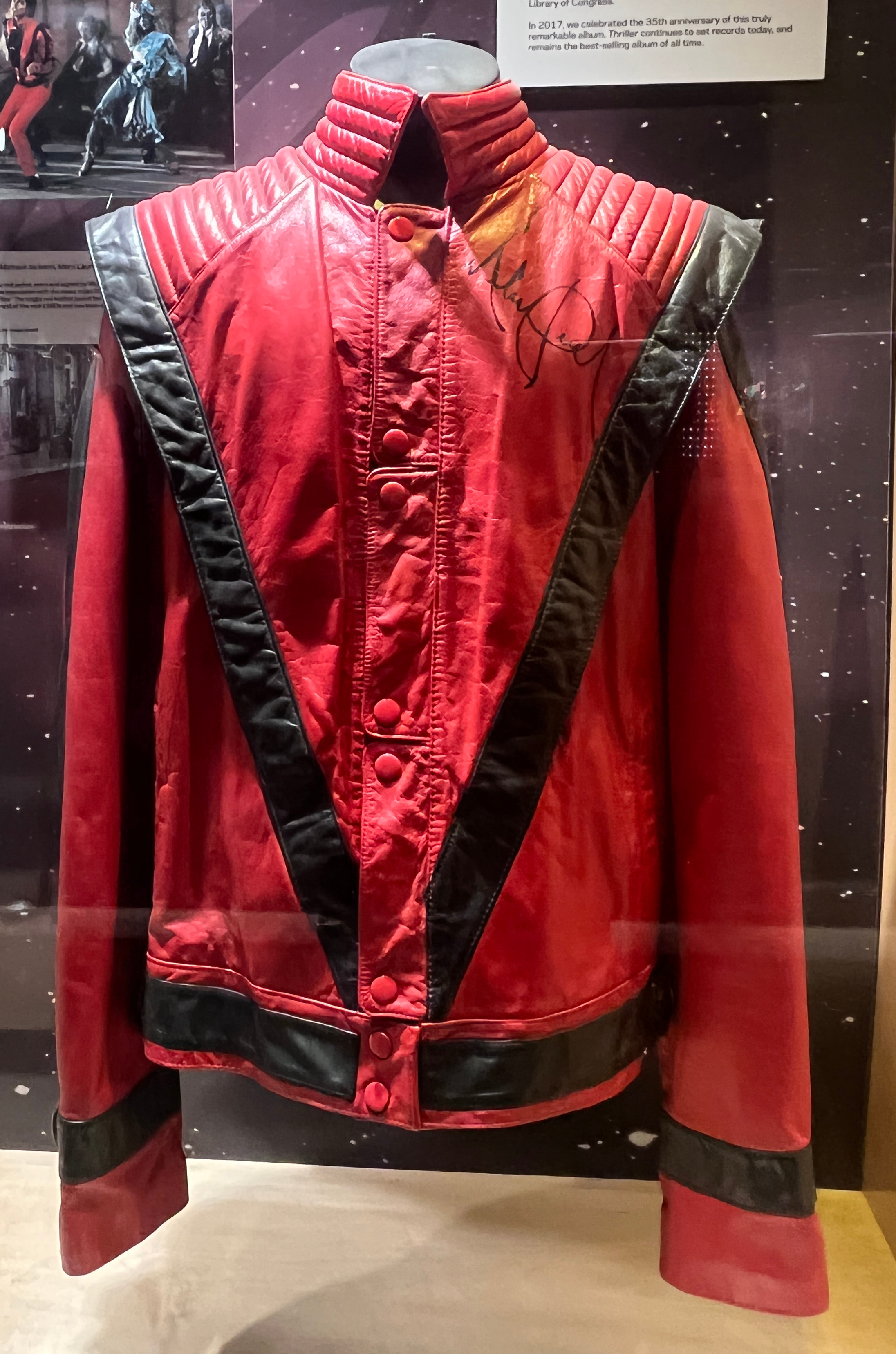
Veste de Michael Jackson

Diplômée de l'Université de Californie à Los Angeles (1975, spécialisation costumes) et du Royal College of Art de Londres (en histoire de l'art), Deborah Nadoolman est costumière au cinéma sur vingt-trois films américains, depuis Hamburger film sandwich (1977) jusqu'à Cadavres à la pelle (2010), tous deux réalisés par John Landis (né en 1950). Ayant épousé ce dernier en 1970, elle est connue également sous le nom de Deborah Nadoolman Landis.
Dans l'intervalle, mentionnons Les Blues Brothers (1980) et Un prince à New York (1988, pour lequel elle obtient une nomination à l'Oscar de la meilleure création de costumes) du même Landis, Les Aventuriers de l'arche perdue de Steven Spielberg (1981, créant ainsi le fameux costume d'Indiana Jones), ou encore Mad City de Costa-Gavras (1997).
Elle contribue également à deux clips réalisés par John Landis et consacrés à Michael Jackson, Thriller (1983, créant sa célèbre veste rouge), puis Black or White (titre du single éponyme du chanteur, 1991).
Deborah Nadoolman est l'auteur d'un livre consacré à l'histoire du costume à Hollywood (voir bibliographie ci-après) ; elle est membre (et un temps présidente) de la Costume Designers Guild. Et expérience unique, elle apparaît comme actrice — un petit rôle — dans le film français Le monde est à toi de Romain Gavras (2018).
De son mariage avec John Landis sont nés deux enfants, Rachel Landis (née en 1982) et Max Landis (né en 1985).

## Filmographie
(comme costumière, sauf mention contraire)

### Réalisations de John Landis

#### Films
- 1977 : Hamburger film sandwich (The Kentucky Fried Movie)
- 1978 : American College (National Lampoon's Animal House)
- 1980 : Les Blues Brothers (The Blues Brothers)
- 1981 : Le Loup-garou de Londres (An American Werewolf in London)
- 1983 : Un fauteuil pour deux (Trading Places)
- 1983 : La Quatrième Dimension (Twilight Zone: The Movie), segment Something Scary
- 1985 : Série noire pour une nuit blanche (Into the Night)
- 1985 : Drôles d'espions (Spies Like Us)
- 1986 : Trois Amigos ! (Three Amigos)
- 1988 : Un prince à New York (Coming to America)
- 1991 : L'embrouille est dans le sac (Oscar)
- 1992 : Innocent Blood
- 1996 : Les Stupides (The Stupids)
- 1998 : Blues Brothers 2000
- 1998 : Susan a un plan (Susan's Plan)
- 2010 : Cadavres à la pelle (Burke & Hare)

#### Clips
- 1983 : Thriller
- 1991 : Black or White

### Autres réalisateurs
- 1979 : 1941 de Steven Spielberg
- 1981 : Les Aventuriers de l'arche perdue (Raiders of the Lost Ark) de Steven Spielberg
- 1984 : Crackers de Louis Malle
- 1991 : Tribunal fantôme (Nothing but Trouble) de Dan Aykroyd
- 1997 : Mad City de Costa-Gavras
- 2018 : Le monde est à toi de Romain Gavras (actrice : une cliente du restaurant)

## Distinctions (sélection)
- 1982 : Nomination au Saturn Award des meilleurs costumes, pour Les Aventuriers de l'arche perdue.
- 1989 : Nomination à l'Oscar de la meilleure création de costumes, pour Un prince à New York.